# Пирогово (присілок, Митищинський міський округ)
Пирого́во (рос. Пирогово) — присілок у складі Митищинського міського округу Московської області, Росія.

## Населення
Населення — 628 осіб (2010; 553 у 2002).
Національний склад (станом на 2002 рік):
- росіяни — 95 %